# マルクス兄弟
マルクス兄弟（マルクスきょうだい、Marx Brothers）、またはマルクス・ブラザース（Marx Brothers） は、アメリカ合衆国ニューヨーク州ニューヨーク市出身のコメディ俳優グループ。1910年代から40年代にかけて舞台・映画で活動し、のちのコメディ業界に大きな影響を与えた。
チコ、ハーポ、グルーチョ、ガンモ、ゼッポの5人兄弟。なかでもチコ、ハーポ、グルーチョの3人が俳優活動の中核を成しており、特にグルーチョはグループ活動が終わった後も、テレビ・ラジオに活動の場を移し成功を収めている。黒人差別の激しい時代に、黒人の子供を大勢出演させた作品もあり、差別をしない表現者としても知られた。

## 略歴

### 生い立ち

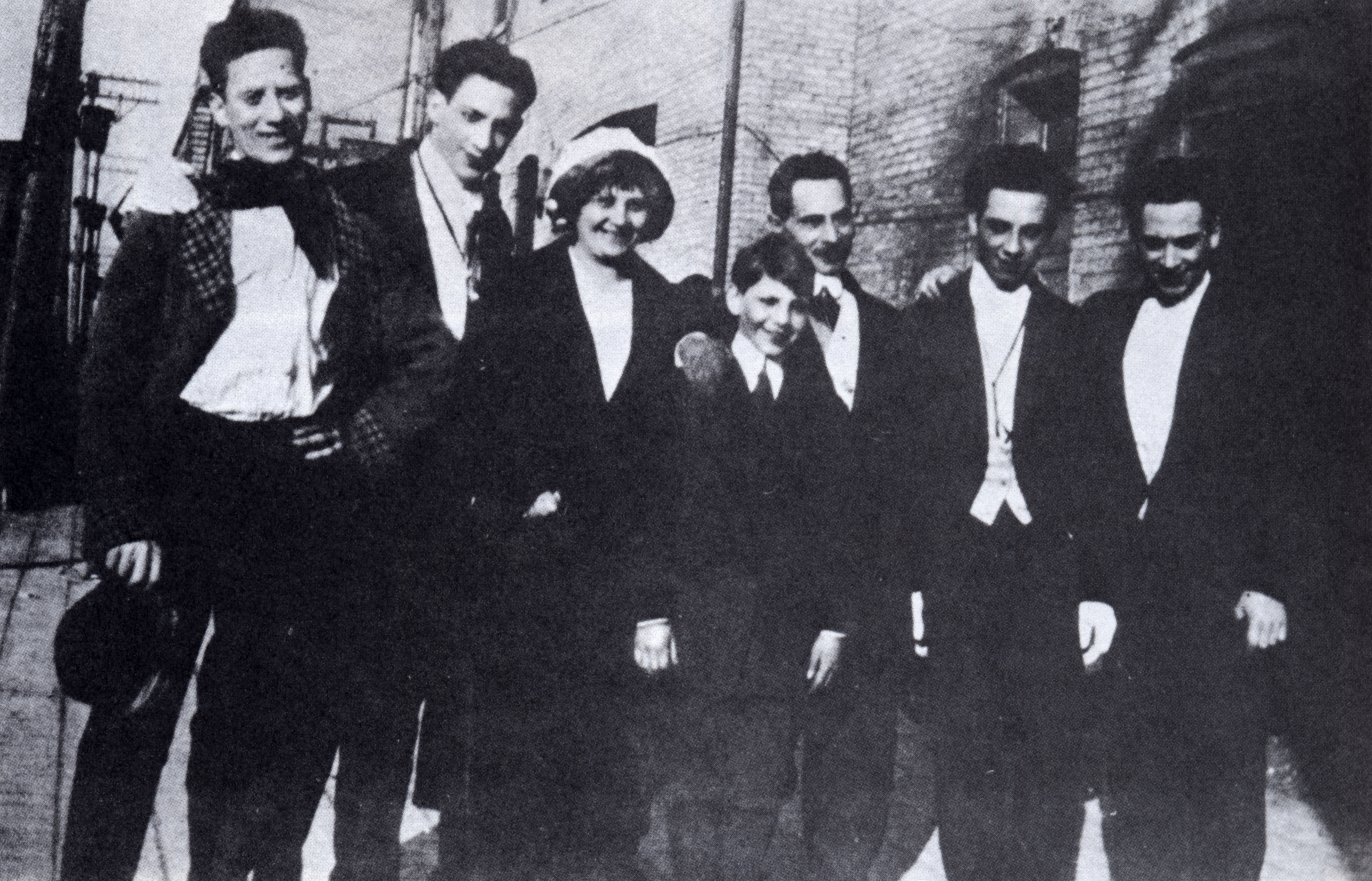
若い頃のマルクス兄弟。両親と共に（1913年）左からグルーチョ、ガンモ、ミニー（母）、ゼッポ、サム（父）、チコ、ハーポ

ユダヤ系ドイツ移民（ルーツは移住当時はドイツ領、現在フランス領で住民構成としては当時ドイツ人の多かったアルザス地方である）を両親に持つ。父親のサム・マルクスは、アルザスの小さな村の出身で、仕立て屋をやっていた。家庭の貧しさのため、学校を中退し、母親のミニー・マルクスの指導で習い事を覚える。自ら芸人を両親に持つミニーのもとで、兄弟はパフォーマーとしての資質を育んでいった。ミニーのマネージメントに従って、兄弟はヴォードヴィルの旅回りの一座の舞台に立ちアメリカ全土を回る。
| 芸名       | 本名                                                 | 生年月日       | 没年月日       | 没年齢 |
| ---------- | ---------------------------------------------------- | -------------- | -------------- | ------ |
| チコ       | レナード （Leonard）                                 | 1887年3月22日  | 1961年10月11日 | 74歳   |
| ハーポ     | アドルフ（1911年以降はアーサー） （Adolph / Arthur） | 1888年11月23日 | 1964年9月28日  | 75歳   |
| グルーチョ | ジュリアス・ヘンリー （Julius Henry）                | 1890年10月2日  | 1977年8月19日  | 86歳   |
| ガンモ     | ミルトン （Milton）                                  | 1892年10月23日 | 1977年4月21日  | 84歳   |
| ゼッポ     | ハーバート （Herbert）                               | 1901年2月25日  | 1979年11月30日 | 78歳   |

実際には、1886年に誕生し同年に死去した長男マンフレッドがチコの上にいる。
なお、「グルーチョ」の発音は「グラウチョ」のほうが正確だが、日本では「グルーチョ」で定着している。

### 舞台
活動の初期から彼らは音楽の才能が卓越していた。特にハーポのハープ演奏の技術と、チコのピアノ演奏の技術は突出しており、のちの映画では2人の演奏シーンが定番になった。兄弟のパフォーマンスは当初は音楽中心だったが、1910年代に入り次第に喜劇を中心に活動内容を変化させていった。1915年には末っ子のゼッポが舞台に参加し、短期間ながら5人兄弟が全員揃った公演が行われている。その後ガンモが第一次世界大戦に徴兵されたため、グルーチョ・チコ・ハーポ・ゼッポの4人兄弟での体制が生まれた。この間に、彼らはそれぞれのキャラクターが確立していった。グルーチョは口ひげや、前屈みの独特な歩き方で早口でまくしたてる性格を、ハーポはまったく喋らないスタイルを、チコはイタリア訛りの喋り方を設定し、これらのキャラクターは後年まで演じられた。ゼッポは演技に際だった特徴をつけず、突っ込み役に徹していた。彼らの演劇は上流社会を風刺することが多く、アドリブを多用した自由な形式が特徴的だった。
その独特のユーモアが人気を博し、1920年代には兄弟はアメリカを代表する喜劇グループに成長した。彼らはミュージカル・レヴュー『I'll Say She Is』（1924年 - 1925年）でブロードウェイに進出、雑誌『ザ・ニューヨーカー』の批評家アレクサンダー・ウールコットに絶賛されたことで注目される。続いて2つのミュージカル・コメディ『The Cocoanuts』（1925年 - 1926年）と『Animal Crackers』（1928年 - 1929年）を世に放った。

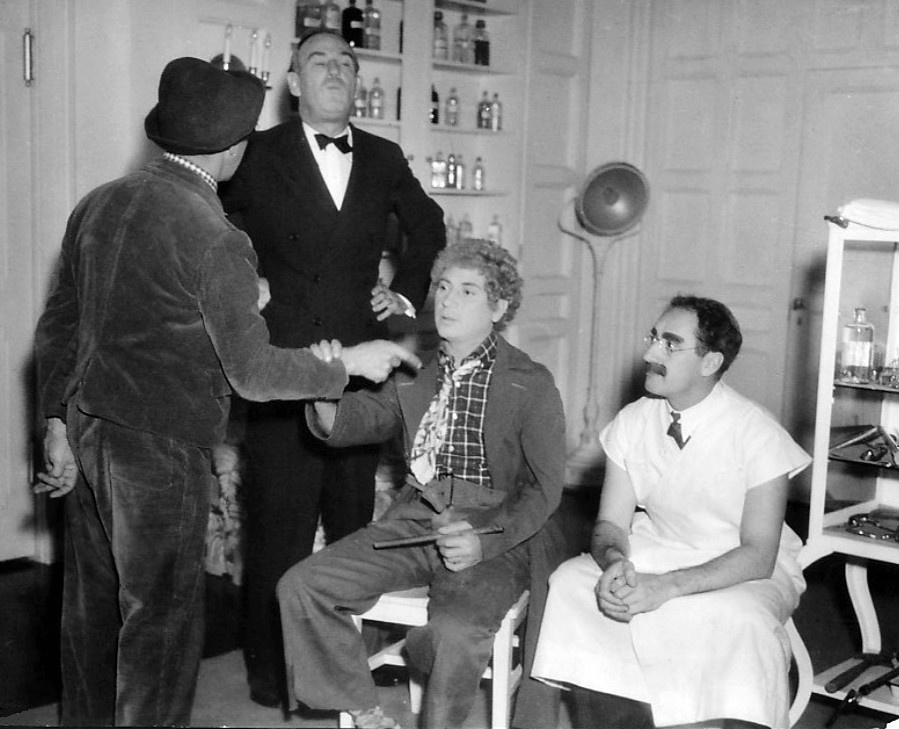
「マルクス一番乗り」で監督のサム･ウッド（左から2人目）と撮影の打ち合わせをする（1937年）

### 映画

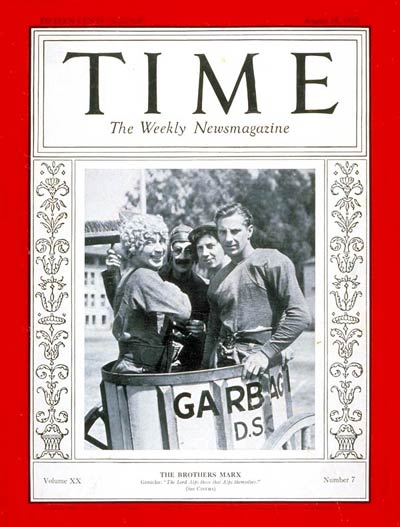
『タイム』誌の表紙を飾る（1932年）

4人の兄弟は1929年にパラマウント映画社と契約し、映画業界に乗り出した。最初に制作した2作は、ブロードウェイ時代の『The Cocoanuts』と『Animal Crackers』の映画化である、『ココナッツ』（1929年）と『けだもの組合』（1930年）である。第3作『いんちき商売』（1931年）からはオリジナルの内容となり、第4作『御冗談でショ』（1932年）は『タイム』誌の表紙を飾るほどのヒット作となった。
世代的には、「サイレント・コメディ映画」の喜劇王たちと比較すると、チャールズ・チャップリン（1889年 - 1977年）と同世代で、バスター・キートン（1895年 - 1966年）、ハロルド・ロイド（1893年 - 1971年）よりは年上だった。が、映画がトーキーの時代となり、しゃべりと音楽で笑いを取る彼等の出番が来て、ようやく映画が作られるようになった。そのため、映画が作られ始めた時点で彼等の年齢は既に、40代前半から30代後半であった。その（当時としては）高年齢で、あれほどの動きをみせたのは、長年の舞台での修練の賜という他ない。
兄弟が人気絶頂のころ、チャップリンが「せめて君たちのように喋れたらなあ」とグルーチョにこぼすと、「あなたはあれほど稼いで、まだ欲張るのかね」と言い返されたというエピソードが残っている。
舞台時代の演目を映画化したものが多い初期の作品はアメリカの「大不況」の時代でもあり、彼等の過激で狂騒的な笑いは時代に絶望していた庶民を大いに惹きつけた。

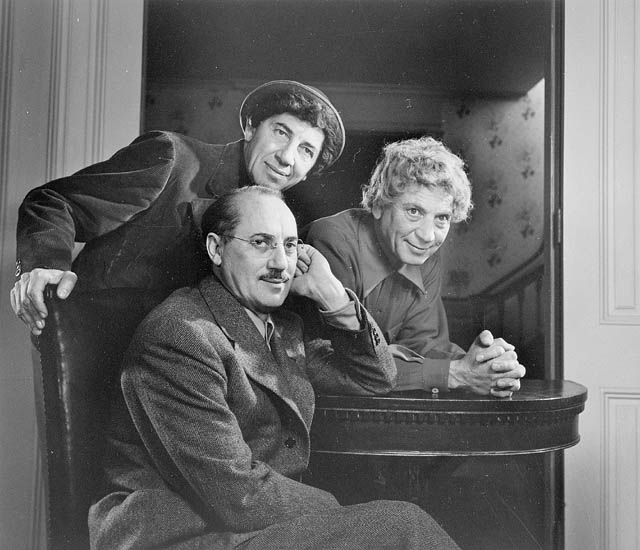
チコ（後左）、グルーチョ（手前）、ハーポ（後右）、1948年

しかし、1933年に公開された『我輩はカモである』は興行的には失敗してしまった。同作は現代でこそ評価が高いものの、そのあまりにも先進的かつ荒唐無稽なギャグと政治色の濃い内容は当時の批評家・観客に受け入れられなかった。
パラマウントとの契約が満了したのち、ゼッポはガンモと共にタレントエージェンシーを設立し、俳優活動を離れた。グルーチョ・チコ・ハーポの3人は、敏腕プロデューサーで知られるアーヴィング・タルバーグの意向もあってメトロ・ゴールドウィン・メイヤー（MGM）と契約した。映画の内容もタルバーグの意向に沿い、アドリブや破天荒なギャグが減らされ、ストーリー性を重視した大衆的な作風に変化した。
1935年公開のMGM専属第1作『オペラは踊る』と、1937年公開の第2作『マルクス一番乗り』の両作は、マルクス兄弟最大のヒット作となった。1936年にタルバーグが急死したのちも、1941年までいくつかの作品をMGMで制作したが、往年の冴えは見られず、兄弟は映画界からの引退を決める。しかしその後もチコの借金返済にあてるためにユナイテッド・アーティスツで『マルクス捕物帖』（1946年）と『ラヴ・ハッピー』（1949年）が制作され、これが兄弟の最後の作品になった。

### その後

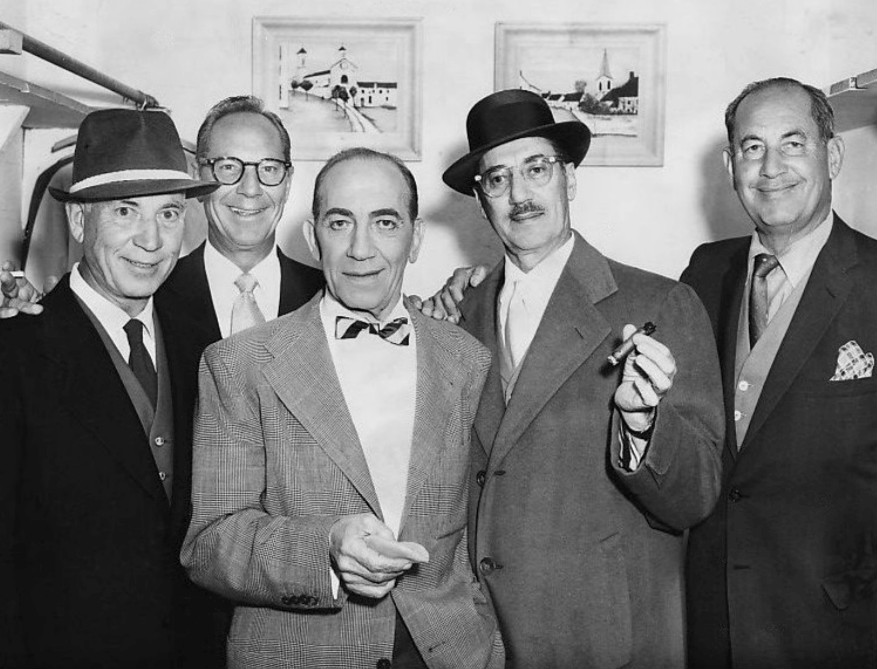
テレビ出演のために5人兄弟が揃う。左よりハーポ、ゼッポ、チコ、グルーチョ、ガンモ（1957年）

1940年代以降、チコとハーポはそれぞれマイペースに音楽活動などを行った。グルーチョはラジオ番組やテレビ番組でホストを務めるかたわら、作家としても精力的に活動した。
兄弟が揃う機会もあった。映画『The Story of Mankind』（1957年）や、テレビシリーズ『General Electric Theater』の1エピソード「The Incredible Jewel Robbery」（1959年）（外部リンク参照）には、グルーチョ・チコ・ハーポの3人が出演している。1957年にはゼッポ、ガンモも加えた5人兄弟でのテレビ出演もあった。
1960年頃には、ビリー・ワイルダーの手によるマルクス兄弟の新作映画の企画も存在したが、1961年のチコの死によって白紙になっている。
チコとハーポの死後、1974年の第46回アカデミー賞において、映画界におけるマルクス兄弟の業績を称えて、存命だったグルーチョにアカデミー名誉賞が贈られている。

## 評価と影響
ナンセンスでスピーディーなギャグで有名。ハーポの狂奔的な動きと、グルーチョのナンセンスなマシンガントークが最大の売り。「イタリア訛り」でしゃべるチコは、ハーポとコンビでの役柄が多いが、喋らないハーポとグルーチョとの間のコミュニケーション・ギャップの通訳的役割で笑いを取ることも多い。また、ハーポのハープ演奏、チコの「指一本でのピアノ演奏」もウリであった。ちなみに、グルーチョのヒゲは最初は付けヒゲだったが、のちに、黒く塗るようになった。
淀川長治は、マルクス兄弟について「映画ではなく舞台である」と発言しており、実際、彼等の初期の傑作は、舞台でのヴォードヴィル・コメディを、ほぼそのまま映画で再現したものである。ほとんどの作品で、グルーチョの相手役として「裕福な老夫人」役を演じたことで知られる女優マーガレット・デュモンは、「彼等の私生活は、彼等のコメディ同様の大騒ぎだった」と語っている。

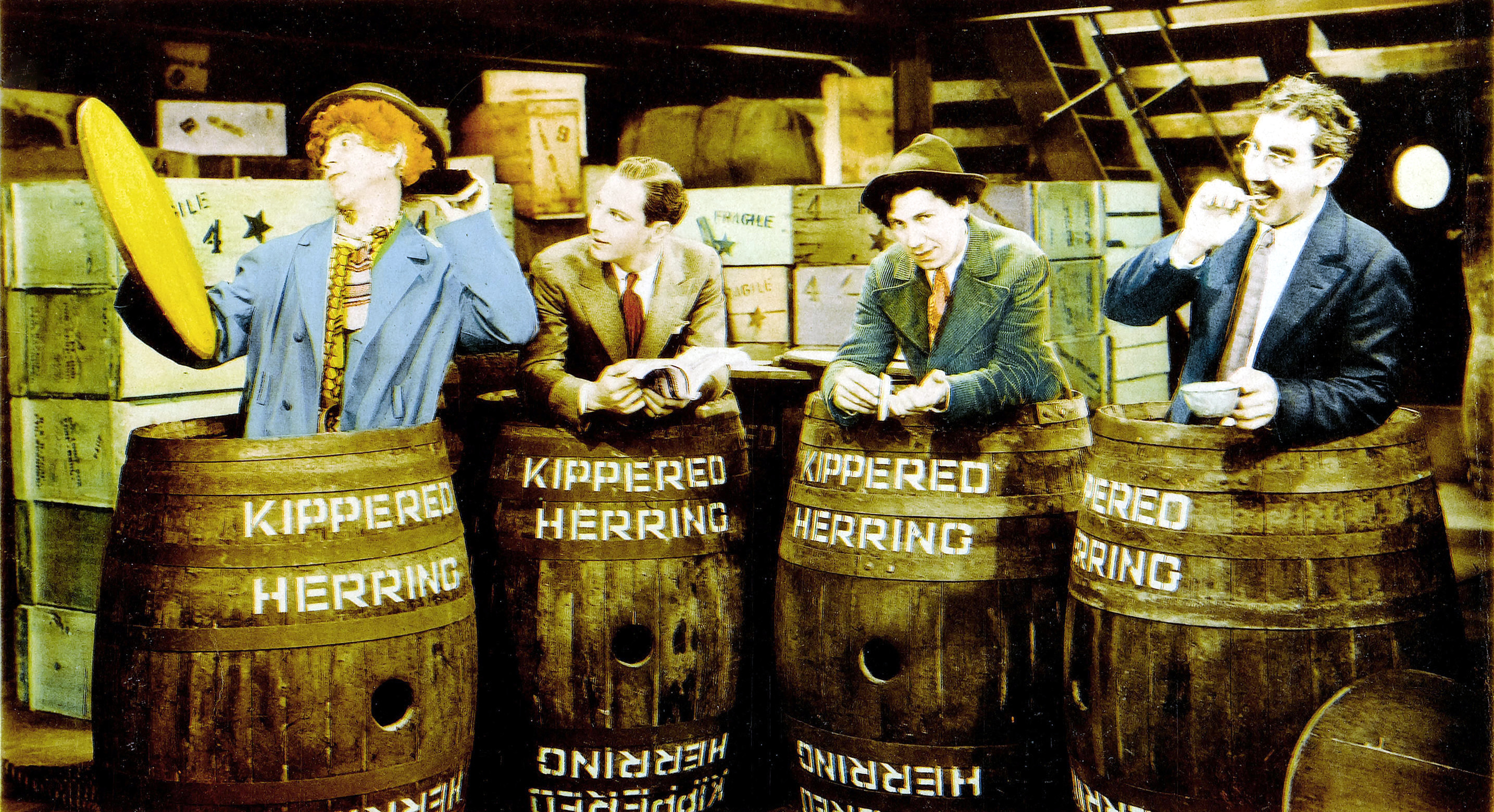

日本のコメディアンたちに与えた影響も大きい。横山エンタツなど戦前のコメディアンには、グルーチョの影響を受けた者が多い。浅草の喜劇人で、エンタツと同様、吉本興業（東京吉本）所属の永田キングも、グルーチョの扮装、メイク、動き、レトリックをそっくりそのまま真似て、「和製マルクス」を自称し、主演映画も撮っている。戦後では、ザ・ドリフターズが「偽の鏡」「グルーチョのヒゲと動き」など彼等の芸を一部、オマージュしている。
アンドレ・ブルトン、サルバドール・ダリを初め、クロード・レヴィ＝ストロース、アントナン・アルトーなど思想家達にも愛された。ウディ・アレンやテリー・ギリアムも彼等の大ファンで、多くの作品でマルクス兄弟作品からの引用を行っている。『世界中がアイ・ラヴ・ユー』のラスト・シーンでは、全員がグルーチョのヒゲを付けていた。日本では小林信彦、筒井康隆、志村けん、ケラリーノ・サンドロヴィッチ、いとうせいこうらが、マルクス兄弟のファンである。
イギリスのロックバンド、クイーンも4枚目のアルバムを『オペラ座の夜（A Night at the Opera）』、5枚目のアルバムを『華麗なるレース（A Day at the Races）』と、マルクス兄弟の映画のタイトルをつけている。
1999年にアメリカン・フィルム・インスティチュートが発表した「映画スターベスト100」では、男優部門の20位に選ばれた。

## 出演作品
- Humor Risk（1921年）※未発表のうちにプリントが行方不明になる。外部リンクの"HUMOR RISK"も参照。
- ココナッツ The cocoanuts（1929年）
- けだもの組合 Animal Crackers（1930年）
- いんちき商売 Monkey Business（1931年）
- 御冗談でショ Horse Feathers（1932年）
- 我輩はカモである Duck Soup（1933年）
- オペラは踊る A Night at the Opera（1935年）
- マルクス一番乗り A Day at the Races（1937年）
- ルーム・サーヴィス Room Service（1938年）
- マルクス兄弟珍サーカス At the Circus（1939年）
- マルクスの二挺拳銃 Go West（1940年）
- マルクス兄弟デパート騒動 The Big Store（1941年）
- マルクス捕物帖 A Night In Casablanca（1946年）
- ラヴ・ハッピー Love Happy（1949年）

## その他
- スチュアート・M・カミンスキーのハードボイルド小説「トビー・ピータース・シリーズ」の第三作『我輩はカモじゃない(You Bet Your Life)』では依頼人の設定とされている。原題はグルーチョが1947年から担当した聴取者参加型のラジオ番組のタイトルからで、1950年からはテレビに移り1961年まで放送された。ラジオ時代には三大ネットワークで一度に放送された人気番組だった。
- 非SI接頭辞において10-27、10-30、10-33、10-36、10-39を表す「ハーポ」、「グルーチョ」、「ゼッポ」、「ガンモ」、「チコ」はマルクス兄弟の名から取られている[要出典]。
- シルヴェスター・スタローンの『エクスペンダブルズ3 ワールドミッション』（2014年）では、悪者のボス（メル・ギブソン扮）が人質4人をネット中継で紹介する際に「チコ、ハーポ、グルーチョ、ガンモだ」と語る。

## 書籍
- ポール・D・ジンマーマン『マルクス兄弟（ブラザーズ）のおかしな世界』中原弓彦・永井淳訳、晶文社、1972年、新版1991年　ISBN 4794958226
- 小林信彦『世界の喜劇人』新潮社〈新潮文庫〉、1983年、ISBN 4101158061
- いとうせいこう監訳『マルクス・ラジオ』角川書店、1995年、ISBN 4048834258
- グルーチョ・マルクス『グルーチョ・マルクスの好色一代記』諸岡敏行訳、青土社、1993年、ISBN 4791752848
- 新野敏也『サイレント・コメディ全史』喜劇映画研究会、1992年、ISBN 978-4906409013
- マック・セネット『〈喜劇映画〉を発明した男　帝王マック・セネット、自らを語る』石野たき子訳・新野敏也監訳、作品社、2014年、ISBN 978-4861824722